# ميغيل لويس
ميغيل لويس (27 فبراير 1999 بقلمرية في البرتغال - ) هو لاعب كرة قدم برتغالي في مركز الوسط. لعب مع سبورتينغ لشبونة.

## وصلات خارجية
- ميغيل لويس على موقع الاتحاد الأوربي (الإنجليزية)
- ميغيل لويس على موقع قاعدة بيانات كرة القدم.إي يو (الإنجليزية)
- ميغيل لويس على موقع Soccerway.com (الإنجليزية)